# Сеймур (Айова)
Сеймур (англ. Seymour) — місто (англ. city) в США, в окрузі Вейн штату Айова. Населення — 634 особи (2020).

## Географія
Сеймур розташований за координатами 40°40′55″ пн. ш. 93°7′18″ зх. д. / 40.68194° пн. ш. 93.12167° зх. д. (40.682050, -93.121765).  За даними Бюро перепису населення США в 2010 році місто мало площу 6,09 км², з яких 6,07 км² — суходіл та 0,01 км² — водойми.

## Демографія
Згідно з переписом 2010 року, у місті мешкала 701 особа в 295 домогосподарствах у складі 192 родин. Густота населення становила 115 осіб/км².  Було 348 помешкань (57/км²).
Расовий склад населення:
| - 98,7 % — білих - 0,4 % — азіатів |

До двох чи більше рас належало 0,9 %. Частка іспаномовних становила 1,6 % від усіх жителів.
За віковим діапазоном населення розподілялося таким чином: 20,8 % — особи молодші 18 років, 54,7 % — особи у віці 18—64 років, 24,5 % — особи у віці 65 років та старші. Медіана віку мешканця становила 47,1 року. На 100 осіб жіночої статі у місті припадало 94,2 чоловіків;  на 100 жінок у віці від 18 років та старших — 86,9 чоловіків також старших 18 років.
Середній дохід на одне домашнє господарство  становив 42 955 доларів США (медіана — 27 639), а середній дохід на одну сім'ю — 49 253 долари (медіана — 36 696). Медіана доходів становила 46 442 долари для чоловіків та 25 583 долари для жінок. За межею бідності перебувало 30,2 % осіб, у тому числі 37,0 % дітей у віці до 18 років та 24,4 % осіб у віці 65 років та старших.
Цивільне працевлаштоване населення становило 214 особи. Основні галузі зайнятості: освіта, охорона здоров'я та соціальна допомога — 34,6 %, виробництво — 14,5 %, роздрібна торгівля — 12,1 %.